# William McCrea
William McCrea   (Dublín, 13 de desembre de 1904 - Lewes, 25 d'abril de 1999) va ser un astrònom i matemàtic irlandès.

## Vida i Obra
Tot i haver nascut a Dublin i sentir-se força orgullós de la seva ascendència irlandesa, McCrea va ser educat a Anglaterra, on es va traslladar la seva família el 1907. De la seva escola a Chesterfield va obtenir una beca per estudiar al Trinity College (Cambridge), on es va graduar el 1926 i va començar a continuació treballs de recerca amb Ralph Fowler. El curs 1928-29 va estar ampliant estudis i aprenent alemany a la universitat de Göttingen. El 1929 va obtenir el doctorat a la universitat de Cambridge amb una tesi en la que calculava i demostrava que almenys el 75% de les estrelles és hidrogen.
Després de dos cursos de professor de matemàtiques a la universitat d'Edimburg (on va conèixer la seva futura esposa), va ser professor de l'Imperial College London fins al 1936 quan va passar a la universitat Queen's de Belfast on va romandre fins al 1943 quan, a causa de la Segona Guerra Mundial, va ser cridat a l'Almirallat Britànic on va col·laborar en l'esforç bèl·lic per derrotar el nazisme. Gràcies als seus coneixements d'alemany, en finalitzar la guerra i amb el grau de capità, va estar interrogant oficials navals alemanys a Schleswig-Holstein. En acabar aquestes missions militars, el 1946 es va incorporar al Royal Holloway College, de la universitat de Londres, on va romandre fins al 1966, quan va acceptar una plaça de professor de recerca en astronomia teòrica a la recent creada universitat de Sussex. Després de retirar-se el 1972, va continuar col·laborant amb el centre d'astronomia fent seminaris setmanals fins al 1997, quan la seva salut ja no li permetia desplaçar-se a la universitat.
A més del seu interès inicial, ja comentat, per l'atmosfera de les estrelles, McCrea també es va interessar per la dinàmica de la formació de les estrelles i els planetes i per la teoria de la relativitat i les seves conseqüències astronòmiques observables. El 1934, en un article escrit amb Edward Arthur Milne, va demostrar que les solucions isotròpiques de les equacions de camp d'Einstein, tenen les seves anàlogues newtonianes més simples. La gran majoria de les seves recerques van ser, doncs, en astrofísica, relativitat i cosmologia.